# 엄지모음근 (발)
엄지모음근(adductor hallucis, adductor obliquus hallucis) 또는 무지내전근(拇趾內轉筋)은 발바닥 셋째 층에 위치하는 근육으로, 빗갈래(oblique head)와 가로갈래(transverse head)의 두 갈래로 이루어져 있다. 두 갈래 모두 가쪽발바닥신경의 지배를 받는다.

## 구조

### 빗갈래
빗갈래(oblique head) 또는 사두(斜頭)는 크고 두꺼우며 근육성이다. 발을 비스듬히 가로지르면서 첫째, 둘째, 셋째, 넷째 발허리뼈 아래에 있는 좁은 공간을 점유하고 있다. 빗갈래는 둘째, 셋째, 넷째 발허리뼈의 바닥과 긴종아리근 힘줄의 윤활집에서 기시한다. 그 후 짧은엄지굽힘근의 가쪽 부분과 함께 엄지발가락의 몸쪽발가락뼈 바닥의 가쪽 측면에 닿는다.

### 가로갈래
가로갈래(transverse head, transversus pedis) 또는 횡두(橫頭)는 좁고 납작한 형태의 근육다발이다. 셋째, 넷째, 다섯째 바닥쪽발허리발가락인대에서 (간혹 셋째와 넷째에서만), 그리고 가로발허리인대에서 기시한다. 이후 엄지발가락의 몸쪽발가락뼈 바닥의 가쪽 측면에 닿는다. 빗갈래 닿는곳에서 빗갈래의 힘줄과 가로갈래의 근섬유가 섞인다.

### 변이
둘째 발가락의 몸쪽발가락뼈 바닥으로 가는 슬립이 있을 수 있다. 간혹 엄지모음근에서 엄지발가락의 발허리뼈로 가는 슬립인 엄지맞섬근(opponens hallucis)이 존재한다.

## 추가 이미지

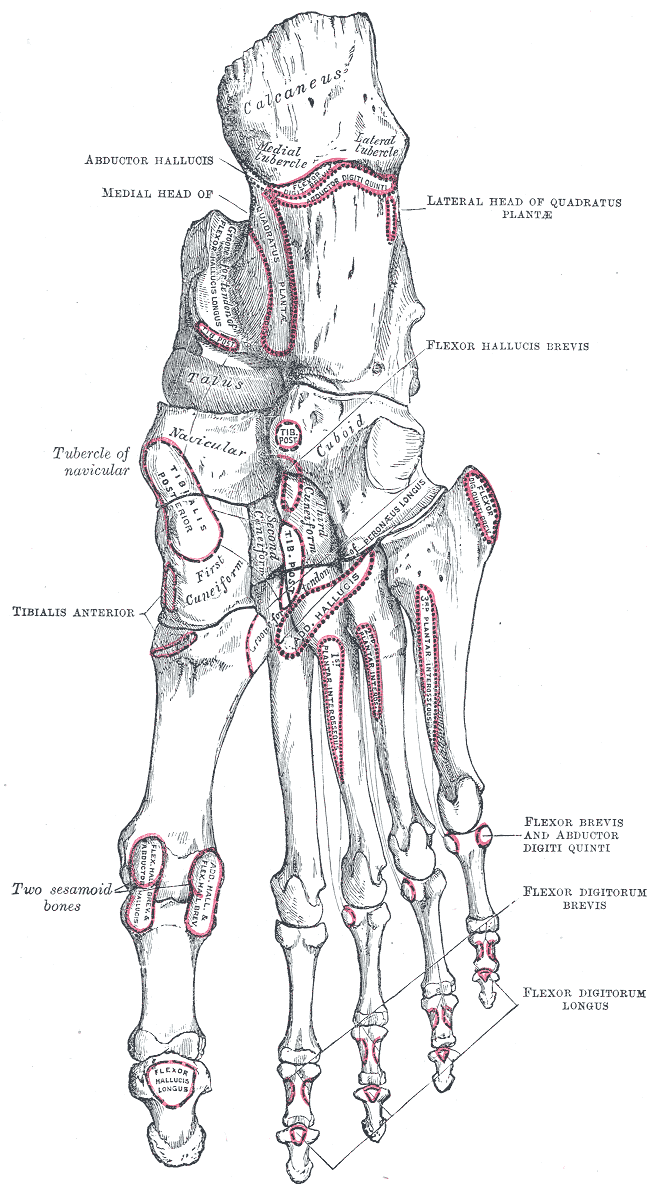
오른쪽 발바닥의 뼈
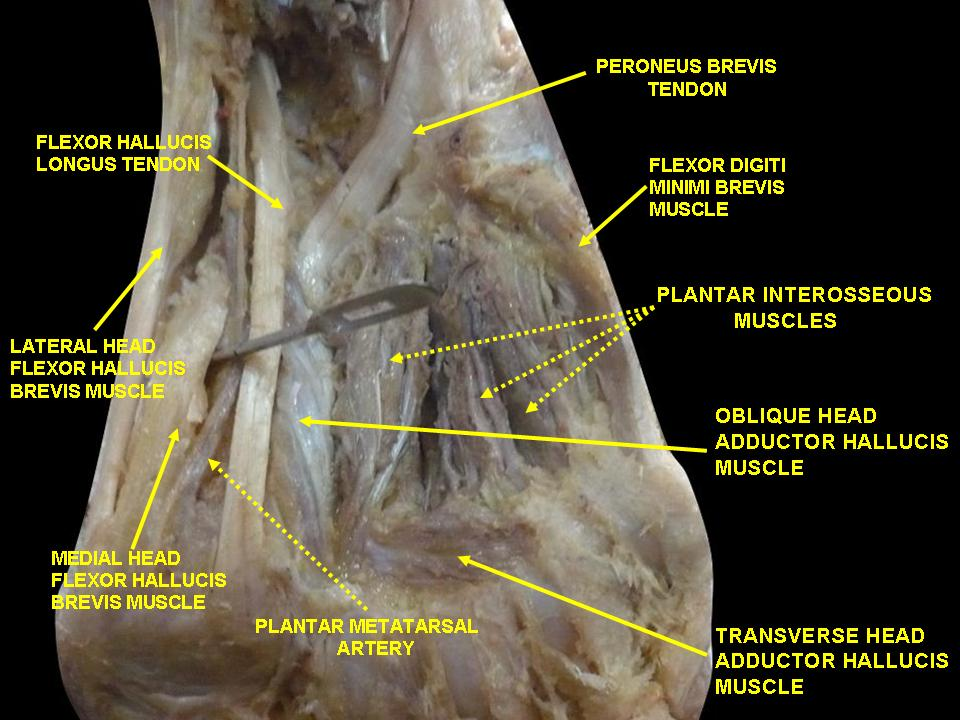
발바닥의 근육

## 참고 문헌
이 문서는 현재 퍼블릭 도메인에 속하는 그레이 해부학 제20판(1918) page 493의 내용을 기초로 작성된 글이 포함되어 있습니다.